# Bridgewater (Pensilvânia)
Bridgewater é um distrito localizado no estado norte-americano de Pensilvânia, no Condado de Beaver.

## Demografia
Segundo o censo norte-americano de 2000, a sua população era de 739 habitantes. 
Em 2006, foi estimada uma população de 871, um aumento de 132 (17.9%).

## Geografia
De acordo com o United States Census Bureau tem uma área de 
2,0 km², dos quais 1,8 km² cobertos por terra e 0,2 km² cobertos por água.

## Localidades na vizinhança
O diagrama seguinte representa as localidades num raio de 4 km ao redor de Bridgewater. 